# Michael McShane
Michael McShane est un comédien américain né le 25 juin 1955 à Boston (Massachusetts, États-Unis). 

## Filmographie

### Cinéma
- 1988 : Tucker : L'homme et son rêve : Ingénieur
- 1990 : Futurama : Chauffeur en colère
- 1991 : Robin des Bois, prince des voleurs : Frère Tuck
- 1994 : Ri¢hie Ri¢h : Professeur Keenbean
- 1995 : Tom et Huck : Muff Potter
- 1995 : Balto (voix)
- 1997 : Princesse Mononoké (voix)
- 1997 : Le Fantôme d'Halloween : Chris 'Q' Todd
- 1998 : 1 001 Pattes : Tuck/Roll (voix)
- 1999 : 35 heures, c'est déjà trop : Dr. Swanson
- 1999 : Belles à mourir : Harold Vilmes, juge #2
- 2000 : Vampire Hunter D: Bloodlust : Left Hand (voix)
- 2002 : Big Trouble : Bruce
- 2002 : La Planète au trésor : Un nouvel univers : Hands (voix)
- 2003 : Kaena, la prophétie : Assad (voix)
- 2007 : Cendrillon et le Prince (pas trop) charmant : Rumplestiltskin

### Télévision
- 1993 : Les Aventures du jeune Indiana Jones : Anton Dvorak
- 1995 : Salut les frangins (Brotherly Love) : Lloyd Burwell
- 1997 : Drôles de monstres : Timid man/Mallard
- 1997 : Seinfeld : Franklin Delano Romanowski
- 1997 : Spawn : Gareb/Twitch Williams
- 1998 : Frasier : Frank
- 1998 : Caroline in the City : Boo
- 1999 : The Norm Show : Coach Logan
- 1999 : Chérie, j'ai rétréci les gosses : Klounberg
- 1999 : Barney : Tuck/Roll (voix)
- 2000 : Troisième planète après le Soleil : Phil
- 2000 : Le Drew Carey Show : Ray
- 2001 : La Légende de Tarzan (voix)
- 2002 : John Doe : Ray Brunellas
- 2003 : Les Rois du Texas : Mountain Man (voix)
- 2004 : Dave le barbare : Quozmir/Ted (voix)
- 2005 : Malcolm : Dr. Phelps
- 2010 : American Dad! (voix)
- 2012 : Doctor Who : Grayle
- 2013 : Bluestone 42 : Carter
- 2015 : Wayward Pines : Big Bill
- 2022 : NCIS : Enquêtes spéciales : Dr Matthew Heller

### Jeux vidéo
- 1997 : Blade Runner (voix)
- 1998 : 1 001 Pattes : Tuck/Roll (voix)

### Voix françaises
- Version française
  - Jean-Michel Farcy dans:
    - Belles à mourir (film)

  - Marc Alfos dans :
    - Salut les frangins (série télé)
- Version québécoise
  - François L'Écuyer dans:
    - Belles à mourir (film)

  - Guy Nadon dans :
    - Ri¢hie Ri¢h (film)

  - Benoît Rousseau dans :
    - Tom et Huck (film)